# セミョーン・チモシェンコ
セミョーン・コンスタンチーノヴィチ・チモシェンコ（ロシア語: Семён Константи́нович Тимоше́нко、1895年2月18日 - 1970年3月31日）は、ソビエト連邦の軍人。戦前は軍管区司令官、国防相を歴任。第二次世界大戦においては、司令官として活躍した。ソ連邦元帥。ソ連邦英雄（2度）。

## 経歴

### 出自
1895年、ベッサラビア県アッケルマン郡フルマンカ村（現在のウクライナ共和国オデッサ州キリヤ地区フルマニウカ）の貧農の家庭に生まれる。1914年、ロシア帝国陸軍に召集され、機関銃手として第一次世界大戦に従軍。

### ロシア内戦と両大戦間
1917年、第1黒海赤衛隊に入隊し、コルニーロフ軍の撃滅に参加。1918年、黒海赤衛隊に基づき創設されたセミョーン・ブジョーンヌイの第1騎兵親衛連隊において、小隊長、中隊長としてクリミア及びクバンで戦い、間もなく連隊長となった。同年11月、第2独立騎兵旅団長。1919年、第6騎兵師団長として、ヴォロネジ、カストルナヤ、ロストフ・ナ・ドヌ、エゴルルイクスカヤ、ジトーミル、ブロディの戦いに参加。
1920年8月、第4騎兵師団長としてヴランゲリ軍とマフノ軍を撃破し、赤旗勲章2個を授与された。その後、第3騎兵軍団長。1922年と1927年に高等学術課程、1930年に軍事政治アカデミー附属総合指揮官課程を修了。1933年、白ロシア軍管区副司令官に任命され、在任中にゲオルギー・ジューコフと知り合う。
1935年9月、キエフ軍管区副司令官に任命。1937年、北カフカーズ軍管区司令官。その後、ハリコフ軍管区司令官を経て、1938年2月にキエフ特別軍管区司令官。1939年9月、ポーランド領となっていた西ウクライナ奪還のためポーランド侵攻を指揮。
1940年1月、北西戦線司令官となり、マンネルハイム線の突破を指揮。冬戦争での功績により、ソ連邦英雄の称号が授与された。
1940年5月、クリメント・ヴォロシーロフの後任として国防人民委員に就任し、ソ連邦元帥に昇進した。

### 独ソ戦
1941年、ドイツ国防軍がソ連に侵攻すると、西部方面軍総司令官に転任（国防人民委員はスターリンが兼任）。また、ソ連軍総司令部（STAVKA）が設置されると、委員の一人になる。
1941年9月から12月と1942年4月から7月、南西戦線司令官。1942年7月、スターリングラード戦線が設置され、チモシェンコはその司令官となる。同年10月、北西戦線司令官に転任。その後、総司令部議長として各戦線間の行動の調整に当たった（1943年3月-6月：レニングラードとヴォルホフ戦線。1943年6月-11月：北カフカーズ戦線と黒海艦隊。1944年2月-6月：第2と第3沿バルト戦線。1944年8月-終戦：第2・第3・第4ウクライナ戦線）。

### 戦後
終戦後、バラノヴィチ軍管区司令官。1946年から1949年まで南ウラル軍管区司令官。チモシェンコは白ロシア軍管区を自分の第2の故郷と考えており、1949年に同管区の司令官に返り咲いた。また、ソ連共産党中央委員会委員、ソ連最高会議代議員として、白ロシアの経済問題の解決を助力した。
1960年4月、定年により国防省監察総監に編入。1961年から1969年までソビエト古参兵士委員会議長。1970年、死去。遺体は赤の広場のクレムリンの壁墓所に埋葬された。

## 表彰・受勲
第18回党大会（1939年）で中央委員、第19回（1952年）以降は中央委員候補に選出された。
ソ連邦英雄（2度）。勝利勲章、レーニン勲章5個、十月革命勲章、赤旗勲章5個、1等スヴォーロフ勲章3個等を受賞。チモシェンコの功績を称えるために、化学防護軍事アカデミー、対潜艦に彼の名前が付けられた。白ロシア軍管区本部庁舎には彼の記念碑が立てられた。モスクワにはチモシェンコ通りが存在する。故郷のフルマノフカ村には銅像が立てられた。

## 人物
趣味は乗馬、狩猟、読書。